# Alfred Haberfellner
Alfred Haberfellner est un ancien arbitre autrichien de football des années 1960. Il fut arbitre international dès 1960.

## Carrière
Il a officié dans une compétition majeure : 
- Coupe intercontinentale 1963 (match aller)